# Quartier Carnot-Marceau

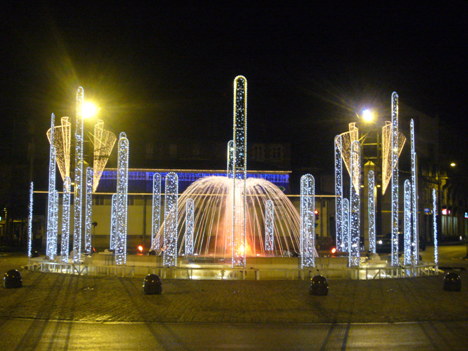
La place Carnot

Le quartier Carnot-Marceau est un quartier de la ville française de Limoges. Situé au nord du centre-ville, il tire son nom de ses deux principales places :
- la place Marceau (Marceu [marˈsœ] en occitan), lieu du marché du samedi.
- la Place Carnot, du nom de l'ancien président de la République, né à Limoges, un des principaux carrefours limougeauds.

## Situation
Le quartier s'étale de part et d'autre des places Marceau et Carnot, entre la rue du Chinchauvaud (lu Chinchauveu [ly tsĩtsoˈvœ] en occitan), qui relie la gare des Bénédictins à l'avenue du Général Leclerc, et cette même avenue. Ses limites sont floues, il se situe approximativement à un kilomètre au nord du centre-ville.
À l'ouest, il est délimité par la voie ferrée d'Angoulême qui le sépare du quartier Montjovis. À l'est, il se prolonge par les quartiers du Grand-Treuil et de Montplaisir. Au nord, il jouxte La Bastide. Au sud, il voisine avec le quartier de la gare et le centre-ville.

## Historique

### Un ancien faubourg industriel
Le quartier, enserré dans la boucle formée par la ligne ferroviaire Limoges-Angoulême, a été initialement largement marqué par le développement des activités industrielles à partir de la fin du XIXe siècle. Situé à mi-chemin entre les deux gares des Bénédictins et des Charentes, le quartier se développe dans un secteur peu éloigné du centre-ville mais encore suffisamment peu urbanisé pour accueillir des ateliers, et devenir un des principaux faubourgs industriels de Limoges, avec le quartier de la Gare des Bénédictins.
Si aujourd'hui, peu d'activités du secteur secondaire demeurent effectivement dans le quartier Carnot-Marceau, en raison des nombreuses fermetures d'ateliers et d'usines et/ou de leur délocalisation hors de la ville, le quartier est durablement influencé, dans sa morphologie et son architecture, par l'essor de la porcelaine de Limoges, de la chaussure, et dans une moindre mesure de la distillerie (comme en témoigne la présence du Musée des Distilleries limougeaudes), des années 1880 aux années 1970. Par exemple, les deux principales manufactures des frères Haviland y ont fonctionné de 1892 à 1990 pour l'une, de 1895 à 1936 pour l'autre, et l'entreprise Bernardaud y a installé un atelier qui a fermé en 1994.

### Recomposition sociale
Au début du XXIe siècle, le quartier est marqué par une importante recomposition sociale et démographique, liée à l'installation de populations d'origine étrangère, d'Afrique, du Moyen-Orient et d'Europe orientale. Le secteur est également concerné par un important projet de réhabilitation urbaine, sur le site de l'ancienne caserne Marceau.

## Transports
Ce quartier est desservi par les lignes : 1220

## Voies
places :
- Place Marceau
- Place Carnot

rues :
- rue Théodore Bac
- rue Hoche
- rue Armand Barbès
- rue de Fontaury
- rue d'Argenton
- rue Victor Thuillat
- rue du Chinchauvaud
- rue Charpentier
- rue Gouffier de Lastours
- rue de Belfort

avenues :
- avenue du Gal Leclerc

## Bâtiments
- la caserne Marceau
- les halles Dupuytren
- la caserne Jourdan
- la gare de Limoges-Montjovis
- église St-Antoine des Papillons